# Kaghani
Kaghani — порода кіз з долини хазарейців, району Пакистана. Використовується для виробництва кашемірових волокон та м'ясо.

## Див також
- Кашмірська коза